# Vladimír Dzurilla
Temple de la renommée de l'IIHF : 1998
Temple de la renommée slovaque : 2002
Vladimír Dzurilla (né le 2 août 1942 à Bratislava en Slovaquie - mort le 27 juillet 1995 à Düsseldorf en Allemagne) était un gardien professionnel de hockey sur glace. Il fut par la suite entraîneur. Avec l'équipe de Tchécoslovaquie, il a remporté le titre de champion du monde à trois reprises.

## Carrière de joueur

### Carrière en club
Il débute au sein de l'équipe Kovosmalt Petržalka puis rejoint en 1957, une autre équipe de sa ville natale, le CHZJD Bratislava du championnat Élite tchécoslovaque. Il quitte le club en 1973 pour rejoindre ZKL Brno.
Il y passe trois saisons avant de quitter son pays pour rejoindre l'Allemagne et sa division Élite. Il joue une saison avec EV Augsburg puis connaît son dernier club avec SC Riessersee entre 1979 et 1982. En 1981, il est sacré champion d'Allemagne avec son équipe.
Il met fin à sa carrière de joueur après 19 saisons en club et 571 matchs officiels.

### Carrière internationale
Il joue pour l'équipe de Tchécoslovaquie au cours de 139 matchs et a le palmarès suivant :
Championnat du monde
- Médaille d'or : 1972, 1976, 1977
- Médaille d'argent : 1965, 1966
- Médaille de bronze : 1963, 1969, 1970

Jeux olympiques d'hiver
- Médaille d'argent - 1968
- Médaille de bronze - 1964 et 1972

Coupe Canada
- 1976 - seconde place après une défaite en finale contre les canadiens.

## Carrière d'entraîneur
Il devient entraîneur de Brno en 1985-1986, puis celui de
CHZJD Bratislava avant de quitte une nouvelle fois son pays et devient membre de l'encadrement de l'équipe allemande du Düsseldorfer Eislauf Gemeinschaft.

## Après carrière

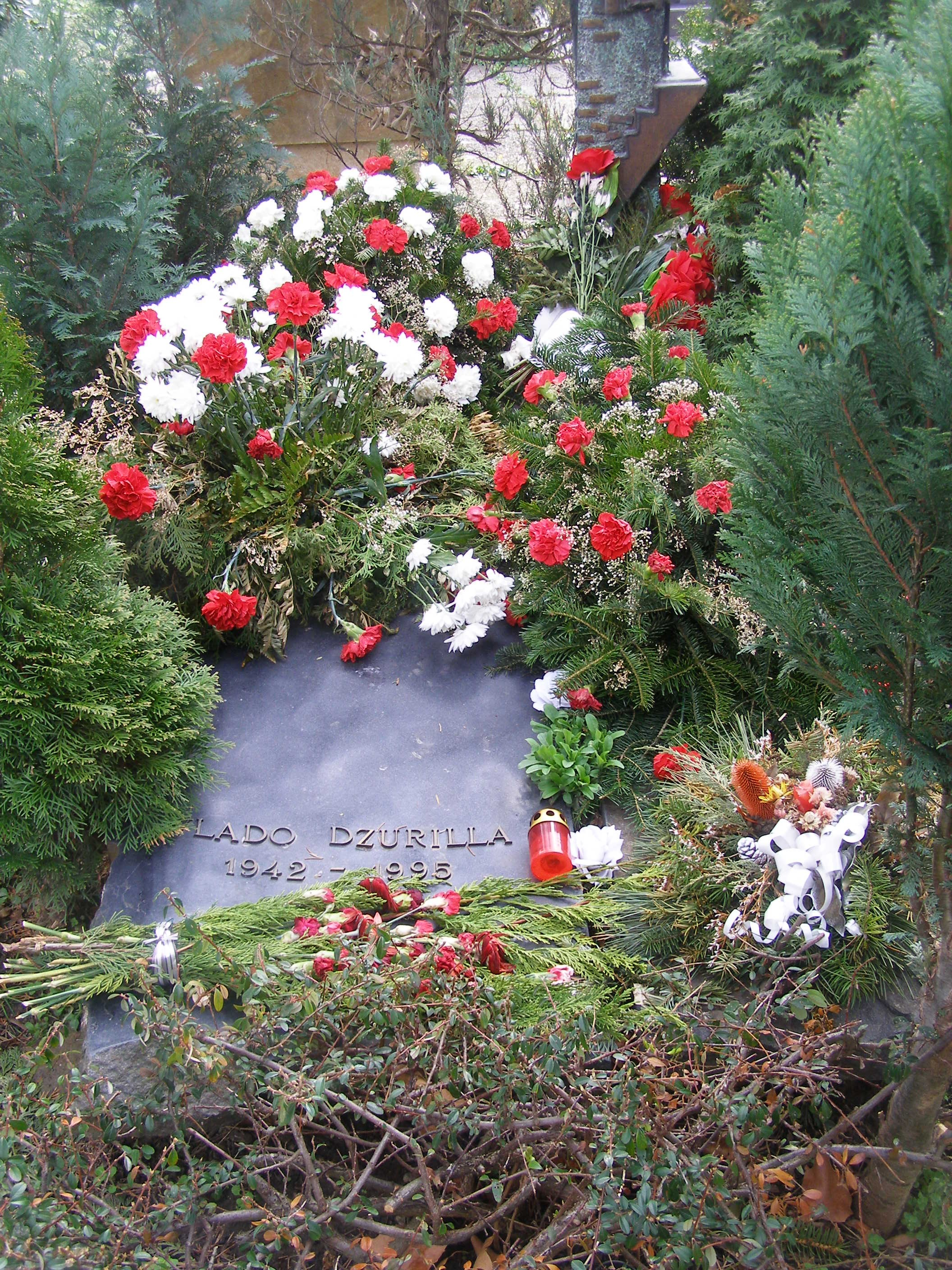
Tombe de Vladimír Dzurilla à Bratislava

Il décède le 27 juillet 1995 à Düsseldorf. Hormis les médailles olympiques, aux championnats du monde et son titre de champion de 1.bundesliga en 1981, il a l'honneur d'être admis à titre posthume au temple de la renommée de la Fédération internationale de hockey sur glace en 1998.
En 2002, la Fédération de Slovaquie de hockey sur glace crée le Hokejová sieň slávy, temple de la renommée pour ses plus grands joueurs, et Dzurilla fait partie de la première tranche de joueurs intronisés.